# Suzette Celaya Aguilar
Suzette Daniela Celaya Aguilar (Hermosillo, Sonora, 24 de octubre de 1982). Es una escritora, investigadora y comunicadora mexicana que se desempeña en distintos medios de comunicación en México. Reconocida por sus publicaciones merecedoras de premios nacionales como El agua más y más roja, ganadora del IV Concurso de Cuento Corto de Escritoras Mexicanas en 2021, volumen presentado en la Feria Internacional del Libro de Guadalajara 2021. Por su primer creación de novela titulada Nosotras recibió el Premio Primera Novela Amazon 2023.

## Trayectoria
Cursó la carrera en Ciencias de la Comunicación en la Universidad de Sonora del 2000 al 2004. Ha trabajado en diarios, revistas, portales informativos y demás plataformas de comunicación en Sonora y a nivel nacional en México. De manera independiente, ha impartido talleres de redacción y se ha desempeñado como redactora y creadora de contenidos digitales. 
Años después de concluir su carrera profesional (entre 2009 y 2011) se trasladó a la Ciudad de México para realizar un diplomado en Creación Literaria en la Escuela de Escritores de la Sociedad General de Escritores de México teniendo la oportunidad de relacionarse con escritores de amplia trayectoria, como Alberto Chimal, Antonio Malpica, Gabriela Ynclán, Gerardo de la Torre, Maricruz Patiño, entre otros. Entre 2012 y 2013 fue becaria del Fondo Estatal para la Cultura y las Artes de Sonora, beneficiaria del Programa de Estímulo a la Creación y al Desarrollo Artístico en la categoría de jóvenes creadores.
Maestra en Ciencias Sociales por el Colegio de Sonora, su tesis Lo que el Novillo se llevó. La repercusión del desplazamiento forzado en tres pueblos sonorenses, 1920-1970 fue reconocida como la más destacada en la línea de investigación histórica, ya que aborda los efectos sociales y la afectación de tres antiguos pueblos, Suaqui, Tepupa y Batuc de la sierra sonorense por la construcción de la presa hidroeléctrica Plutarco Elías Calles conocida como El Novillo.
Fue de tal grado la relevancia de la investigación de Suzette Aguilar que se publicó como libro académico en 2018 por El Colegio de Sonora. Este libro fue presentado en el 14 Festival de la Palabra en Hermosillo, Sonora en octubre de 2018 y en 2019 se presentó en la Feria Internacional del Libro de Minería. Debido al impacto que ha tenido el tema de las poblaciones desplazadas por megaproyectos continuó sus investigaciones en su doctorado en Ciencias Sociales,  complementando sus estudios con un diplomado en Periodismo Digital en la Universidad de Sonora.
Forma parte del proyecto cultural Escritoras mexicanas, una iniciativa con el propósito de difundir la obra de mujeres literatas en México, como parte de esta colaboración participó en la edición IV Antología de Cuento de Escritoras Mexicanas al ser ganadora del IV Concurso de Cuento Corto de Escritoras Mexicanas en 2021, con este proyecto se presentó en la Feria Internacional del Libro de Guadalajara 2021. También en ese año, participó en el conversatorio de Escritoras Sonorenses Contemporáneas, en el marco de la Feria del Libro de Hermosillo 2021.

## Reconocimientos
- Ganadora del IV Concurso de Cuento Corto de Escritoras Mexicanas El agua más y más roja, 2021.[1][2]
- Ganadora del Concurso del Libro Sonorense, con su novela Nosotras. Instituto Sonorense de Cultura. 2020.[14]
- Ganadora del Premio Primera Novela Amazon 2023. Secretaría de Cultura del Estado de Coahuila.[15] [16]

En el marco del Día Internacional de la Mujer  la escritora sonorense Suzette Celaya fue homenajeada por parte de la Lotería Nacional con un cachito que lleva su imagen, como parte de la edición especial de escritoras mexicanas contemporáneas que incluye a 10 mujeres.  

## Publicaciones
- Lo que El Novillo se llevó. Desplazamiento forzado en tres pueblos sonorenses, 1920-1970, El Colegio de Sonora, 2018.
- Resistencias por debajo del agua: las luchas de los desplazados por la presa El Novillo, Revista Intersticios Sociales, 2021.[20]
- IV Antología de Cuento de Escritoras Mexicanas, Editorial El nido del Fénix, 2021.
- Nosotras Editorial Paraiso Perdido, 2022, su opera prima en novela. [21][22]